# دوغ مكاي (موظف مدني)
دوغ مكاي (بالإنجليزية: Doug McKay)‏ هو موظف مدني أسترالي، ولد في 5 سبتمبر 1923، وتوفي في 7 يوليو 2012 في كانبرا في أستراليا.